# Éditions du Seuil

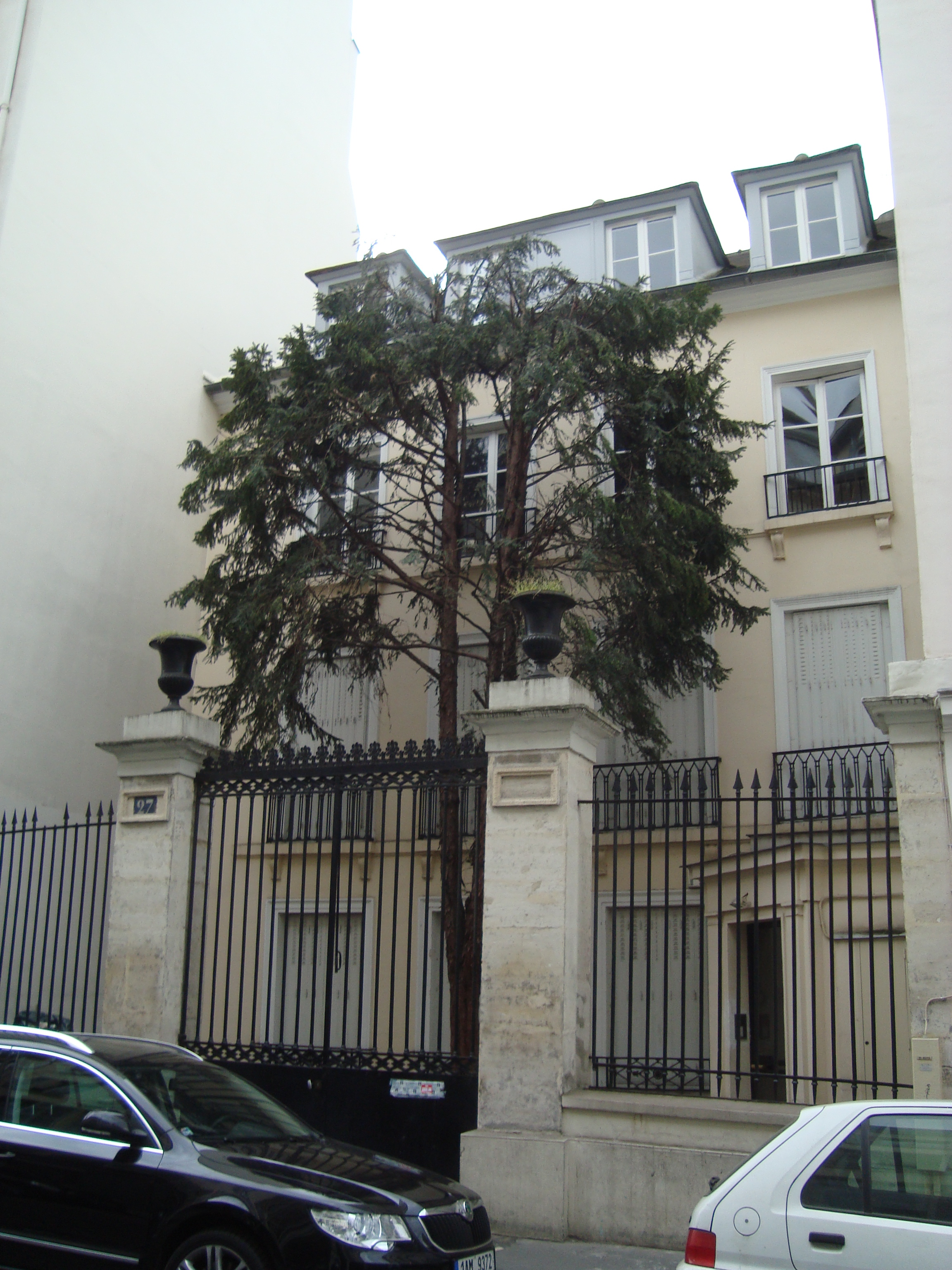
Historisch pand van Editions du Seuil aan de Rue Jacob in Parijs, met de karakteristieke taxus

Le Seuil (Frans Éditions du Seuil) is een Franse uitgeverij, opgericht in 1935. De oprichters waren katholiek geïnspireerde intellectuelen in de jaren ‘30, rond Abbé Plaquevent, die zich aanvankelijk tot doel stelden goede kinder- en jeugdboeken uit te geven. Met de naam “seuil” (drempel) verwees Plaquevent naar een symbolische intrede.
Vooral na de Tweede Wereldoorlog, onder de directie van Jean Bardet en Paul Flamand, speelde de uitgeverij een prominente rol in het literaire en intellectuele leven in Frankrijk. In de catalogus staan tal van literaire en sociaal-geëngageerde publicaties.
Éditions du Seuil staat, na Gallimard en Grasset, op de derde plaats van Franse uitgeverijen wat betreft de meest bekroonde titels, die onder andere Prix Médicis, Prix Renaudot en Prix Goncourt ontvingen. Ook een aantal Nobelprijswinnaars verschenen bij Seuil in Franse vertaling, onder meer T.S. Eliot (1948), Aleksandr Solzjenitsyn (1970), Heinrich Böll (1972), José Saramago (1998), Günter Grass (1999), J.M. Coetzee (2003), Elfriede Jelinek (2004), Mo Yan (2012), Alice Munro (2013).
De uitgeverij is sedert 2004 in handen van het mediaconcern La Martinière Groupe.